# Country-Musik 1951
Die Liste bietet eine Übersicht über das Jahr 1951 im Genre Country-Musik.

## Top-Hits des Jahres

### Nummer-eins-Hits
- 6. Januar – I Love You a Thousand Ways – Lefty Frizzell
- 6. Januar – The Golden Rocket – Hank Snow and His Rainbow Ranch Boys
- 13. Januar – The Shotgun Boogie – Tennessee Ernie Ford
- 10. Februar – There’s Been a Change in Me – Eddy Arnold
- 31. März – The Rhumba Boogie – Hank Snow and His Rainbow Ranch Boys
- 12. Mai – Cold Cold Heart – Hank Williams with His Drifting Cowboys
- 19. Mai – Kentucky Waltz – Eddy Arnold
- 26. Mai – I Want to Be With You Always – Lefty Frizzell
- 14. Juli – I Wanna Play House With You – Eddy Arnold
- 11. August – Hey, Good Lookin‘ – Hank Williams with His Drifting Cowboys
- 1. September – Always Late with Your Kisses – Lefty Frizzell
- 3. November – Slow Poke – Pee Wee King and His Golden West Cowboys (feat. Redd Stewart)
- 22. Dezember – Let Old Mother Nature Have Her Way – Carl Smith

Anmerkung: Es werden alle drei Hitparaden, die „Best Selling Folk Retail Records“, die „Most Played Jukebox Folk Records“ sowie die Country & Western Records Most Played by Folk Disc Jockeys", gewertet.

### Weitere Hits
- Blue Christmas – Ernest Tubb
- Bluebird Island – Hank Snow und Anita Carter
- Crazy Heart – Hank Williams
- Dear John – Hank Williams
- Don’t Stay Too Long – Ernest Tubb
- Down Yonder – Del Wood
- Heart Strings – Eddy Arnold
- Howlin' at the Moon – Hank Williams
- If Teardrops Were Pennies – Carl Smith
- Lonesome Whistle – Hank Williams
- Old Soldiers Never Die – Gene Autry
- The Strange Little Girl – Tennessee Ernie Ford
- Tennessee Waltz – Patti Page
- Tennessee Waltz – Pee Wee King
- (There’ll Be) Peace in the Valley (For Me) – Red Foley

## Geboren
- 19. März: Crystal Gayle